# Artur Dżoń
Artur Dżoń (ur. 22 lutego 1984) – polski hokeista.

## Kariera
- SKH Sanok (2001-2002)
- SMS I Sosnowiec (2002/2003)
- HC Hawierzów II (2003/2004)
- KH Sanok (2003-2007)
- Hokejomania Sanok (2013-2014)

Wychowanek sanockiego klubu. Jego pierwszym trenerem był Franciszek Pajerski. Absolwent NLO SMS PZHL Sosnowiec z 2003. W barwach reprezentacji Polski do lat 18 uczestniczył w turnieju mistrzostw świata juniorów do lat 18 w 2002. W barwach reprezentacji Polski do lat 20 uczestniczył w turnieju mistrzostw świata juniorów do lat 20 w 2004. W barwach KH Sanok występował w I lidze i ekstralidze.
Po latach został zawodnikiem drużyny Hokejomania Sanoka w rozgrywkach II ligi. Podjął także występy w Sanockiej Lidze Unihokeja.

## Sukcesy
Reprezentacyjne
- Awans do mistrzostw świata do lat 18 Dywizji I: 2002
- Awans do mistrzostw świata do lat 20 Dywizji I Grupy A: 2004

Klubowe
- Awans do ekstraligi: 2004 z KH Sanok

Indywidualne
- Mistrzostwa Świata Juniorów w Hokeju na Lodzie 2004/II Dywizja#Grupa A:
  - Szóste miejsce w klasyfikacji strzelców turnieju: 6 goli[6]
  - Jedenaste miejsce w klasyfikacji kanadyjskiej turnieju: 17 punktów[7]